# QQ空间
QQ空间（英語：Qzone）是腾讯计算机通讯公司（港交所：0700）于2005年推出的一个微部落格系统，目前活跃于中国大陆。其推出的另一个微部落格系统TM空间（I-zone）目前已与QQ空间合并。

## 應用及服務
QQ空间拥有说说、日志、分享、相册、视频、留言板等功能。此外其网页端应用中心有许多第三方应用接入其中，著名的应用有QQ农场、QQ牧场、QQ餐厅、魔法卡片、抢车位、洛克王国等。
QQ空间拥有装饰物品，如首页动画、皮肤、导航栏、漂浮物等。但是多数装饰需开通“黄钻”、“超级黄钻”付费业务，只有少数免费物品。
QQ空间可由用戶提出關閉申請。

## 版本
网页端页面风格经历了多次的更新换代。第6代后，腾讯取消了自定义空间代码的功能。当前版本为2013年推出的第8代，运用了较多的HTML5技术，但仍有少数flash控件。目前网页端已近10年未更新。
智能手机端则一直附带在QQ、TIM中推出并不断更新。虽同时也有独立的QQ空间APP，但使用者较少。

## 历史
2013年，QQ空间成为百度网页搜索“十大热搜词”，同时QQ空间活跃账户达6.06亿。
2015年初，以“帮你说出爱”为目的的QQ空间表白墙，在全国各大学校爆红。各地学校学子也纷纷在空间上建立表白墙。
自2014年底开始，大量QQ用户发现登录wap版QQ空间（z.qq.com（页面存档备份，存于））后页面不正常，频繁出现“网络繁忙”等现象且有多项功能无法使用（如：留言版、图片说说发表等）。虽有用户经过手机社交网站QQ家园下的产品论坛向客服反映后短暂恢复正常，但其后又出现了更多的问题。迄今为止，用户登录QQ空间可能会被连接重置或出现“Internal Server Error”的字样；通过MTK版QQ浏览器则会定向至各大ISP的上网出错导航。由于腾讯公司将旗下所有产品的移动版向触屏网页和客户端实施过渡并逐步关闭各产品的wap版，因此有QQ家园论坛客服指出，wap版QQ空间不正常可能是腾讯有意而为之，由此造成功能手机服务不稳定的假象促使用户使用智能手机的触屏版和客户端。此举引起了大量功能机用户的不满。2018年，此页面已经改为征途官网。
近年来，随着微信对QQ的冲击，QQ空间热度下降趋势明显。

## 评价

### 正面
- 与腾讯QQ软件高度整合，使得QQ好友能迅速了解你的动态更新。
- 有较为细分的权限管理，可在時間、好友等多方面针对性设置空间及说说可见范围。
- 裝飾内容多樣化，且互動性較强。

### 负面
- QQ空间几乎所有装饰都是付费的，而一般的博客均为免费。
- 一些客觀描述社會负面事件的说说引发大量转发后经常会被迅速删帖，或被设置转发限制；部分内容涉及謠言、謾駡引戰等内容的説説反而在獲得大量轉發之後易造成較差的社會影響。
- 轉發、點贊、評論的信息沒有分開顯示于多個視窗中，導致用戶容易錯過部分評論等重要信息。

## 外部連結
- QQ空间首页（页面存档备份，存于）（简体中文）